# Bengkalis
Bengkalis este un oraș din Indonezia, amplasat pe insula cu același nume.